# Pavonia opulifolia
Pavonia opulifolia är en malvaväxtart som beskrevs av Spencer Le Marchant Moore. Pavonia opulifolia ingår i släktet påfågelsmalvor, och familjen malvaväxter. Inga underarter finns listade i Catalogue of Life.